# Elaeocarpus munroii
Elaeocarpus munroii är en tvåhjärtbladig växtart som först beskrevs av Robert Wight, och fick sitt nu gällande namn av Maxwell Tylden Masters. Elaeocarpus munroii ingår i släktet Elaeocarpus och familjen Elaeocarpaceae. Inga underarter finns listade i Catalogue of Life.